# Fluxbox
Fluxbox – menedżer okien dla X Window System. Kod Fluxboksa bazuje na kodzie Blackboksa 0.61.1, dzięki czemu zachowuje z nim pełną zgodność stylów/motywów i ze specyfikacją Extended Window Manager Hints.
Priorytetem Fluxboksa jest lekkość oraz wysoka konfigurowalność. Zapewnia on tylko minimum interfejsu graficznego w postaci paska narzędzi i uruchamianego prawym przyciskiem myszy menu. Na pasek narzędzi składa się wyświetlenie nazwy obecnie używanego obszaru roboczego, lista otwartych okien, aktualny czas oraz tacka systemowa, w której dokowane są aplikacje, np. Kadu. Za pomocą specjalnego menu Fluxbox umożliwia tworzenie nowych i likwidacje starych obszarów roboczych.

## Możliwości
- Łączenie okienek w grupy.
- Kilka obszarów roboczych i łatwe przełączanie się między nimi (np. rolką myszy).
- W pełni konfigurowalny pasek narzędzi i menu (dostępne pod prawym klawiszem myszy na pulpicie).
- W pełni konfigurowalne skróty klawiszowe.
- slit - Obszar pulpitu, na którym można osadzać widżety stworzone dla Window Maker.

## Dostosowywanie
Dostosowywanie jest dokonywanie edytowaniem plików konfiguracyjnych w podkatalogu .fluxbox w katalogu domowym użytkownika:
- Skróty klawiszowe są przechowywane w pliku ~/.fluxbox/keys.
- Układ menu jest w pliku ~/.fluxbox/menu.
- Wszystko co jest uruchamiane przy starcie jest trzymane w pliku ~/.fluxbox/startup.
- Plik konfiguracyjny fluxboxa jest trzymany w ~/.fluxbox/init.

## Przydatne narzędzia
- Fbsetbg: Ustawia tapetę na Fluxboxie.
- iDesk: Użyteczne narzędzie obsługujące ikony pulpitu.
- iPager: Lekki pager.